# Jacopo Contarini
Jacopo Contarini lub Giacomo Contarini (ur. 1194 – zm. 1280) – doża Wenecji od 5 września 1275 do 6 marca 1280.